# Венцявичюс, Донатас
Донатас Венцявичюс (лит. Donatas Vencevičius; 28 ноября 1973, Алитус) — литовский футболист, полузащитник, тренер. Выступал за сборную Литвы.

## Биография

### Клубная карьера
Воспитанник алитусского футбола, тренер — Антанас Битаутас. В 1984 году стал серебряным призёром всесоюзного детского турнира «Кожаный мяч». Начал играть на взрослом уровне в 1990 году, в первом сезоне после выхода литовских команд из чемпионата СССР, за клуб высшей лиги Литвы «Вильтис», представлявший Олимпийский спортивный центр Вильнюса. В 1991 году перешёл в сильнейший клуб страны тех времён — вильнюсский «Жальгирис», в его составе провёл семь сезонов, сыграв более 120 матчей в чемпионатах Литвы. Чемпион и неоднократный призёр чемпионата страны, обладатель Кубка Литвы. В еврокубках сыграл за столичный клуб не менее 13 матчей и забил 5 голов.
Летом 1997 года перешёл в польский клуб «Полония» (Варшава), присоединившись к игравшим там литовцам Томасу Жвиргждаускасу и Гражвидасу Микуленасу. В сезоне 1997/98 был основным игроком клуба и стал серебряным призёром чемпионата Польши. Затем потерял место в составе и в начале 1999 года был отдан в аренду на полсезона в клуб второго дивизиона Польши «Гурник» (Ленчна), с которым занял третье место в турнире в сезоне 1998/99. Летом 1999 года вернулся в «Полонию», но сыграл только один матч в чемпионате и 4 игры в еврокубках и окончательно покинул клуб.
В ходе сезона 1999/00 перешёл в датский «Копенгаген», провёл в клубе три неполных сезона. В сезоне 2000/01 со своим клубом победил в чемпионате Дании. Затем играл за аутсайдера чемпионата Норвегии «Старт» (Кристиансанн), аутсайдера чемпионата Швеции «ГИФ Сундсвалль», клуб чемпионата Мальты «Марсашлокк» и на родине за «Швесу»/«Вильнюс» и «Ветру». С «Ветрой» в 2006 году стал бронзовым призёром чемпионата Литвы, также участвовал в матчах Кубка Интертото.
По окончании сезона 2006 года завершил профессиональную карьеру. Однако затем совместно с тренерской работой или в промежутках играл за «Швитурис» (Мариямполе) в четвёртом дивизионе Литвы и за «Вигры-2» в низших лигах Польши.

### Карьера в сборной
Вызывался в молодёжную сборную Литвы, сыграл 7 матчей и забил 2 гола в отборочном турнире молодёжного чемпионата Европы.
В национальной сборной Литвы дебютировал 15 марта 1995 года в товарищеском матче против Польши (1:4). Первый гол забил 10 сентября 2003 года в ворота команды Фарерских островов (3:1). Всего в 1995—2005 годах сыграл 33 матча и забил 2 гола за сборную.

### Тренерская карьера
В начале 2007 года, сразу после завершения игровой карьеры вошёл в тренерский штаб клуба «Ветра», а в июне 2007 года был назначен главным тренером. По итогам сезона клуб финишировал на пятом месте. В 2008—2009 годах входил в тренерский штаб клуба «Судува» (Мариямполе), а в 2010 году работал его главным тренером и привёл команду к серебряным наградам чемпионата. В 2009 году на протяжении четырёх дней исполнял обязанности главного тренера польского клуба «ОКС Ольштын».
В мае 2011 года стал главным тренером польского клуба «Вигры» (Сувалки) и возглавлял его на протяжении более трёх сезонов. В апреле 2014 года перешёл на работу помощника тренера, но в сентябре 2015 года снова возглавил «Вигры» и тренировал клуб до марта 2016 года. С декабря 2016 по август 2017 года — главный тренер клуба высшей лиги Литвы «Ионава». В 2018 году возглавлял клуб первой лиги «ДФК Дайнава» (Алитус), привёл его ко второму месту в турнире, но в матчах за право выхода в высший дивизион клуб уступил. Полуфиналист Кубка Литвы 2018 года.
С ноября 2018 года снова работал в тренерском штабе клуба «Вигры». Несколько раз исполнял обязанности главного тренера клуба. Одновременно в 2019—2020 годах тренировал молодёжную сборную Литвы.

## Достижения
Как игрок
- Чемпион Литвы: 1991/92
- Серебряный призёр чемпионата Литвы: 1992/93, 1993/94, 1994/95, 1996/97
- Бронзовый призёр чемпионата Литвы: 1995/96, 2006
- Обладатель Кубка Литвы: 1992/93, 1993/94, 1996/97
- Финалист Кубка Литвы: 1991/92, 1994/95
- Серебряный призёр чемпионата Польши: 1997/98
- Чемпион Дании: 2000/01

Как тренер
- Серебряный призёр чемпионата Литвы: 2007